# 金绿松
金绿松（1940年—），朝鲜族，图们市人，中国科学院生物物理研究所研究员、离心机研究室主任，中国仪器仪表学会实验室仪器学会常务理事、离心机专业委员会委员长，纽约科学院院士，国务院特殊津贴专家。:156-171

## 生平
1963年，金绿松从长春光学精密机械学院（今长春理工大学）光学精密仪器专业毕业后，被分配到中国科学院生物物理研究所。1964年，他在生物学家施履吉院士的指导下研发出中国首台实用高速离心机（13,000rpm）。同年，该机由现北京医用离心机制造厂投入量产，后在中越战争中被野战医疗队使用。文革期间，离心机的科研工作被迫中断。但金绿松始终没有放弃在离心机领域的专研。1977年，他的课题组成功研制出中国首台60,000rpm超速离心机，后获得全国科学大会奖和中国科学院重大科技成果奖。1979年，他的团队又成功进行了中国首次超速离心机转子破坏实验。在其科研成果的推动下，中国在1970年代末至1980年代初，先后在北京、湖南、湖北、四川、长春等地创建离心机生产基地，从而形成中国离心机产业。1982年，他与德国教授合作研究出世界首创连续流动离心技术，研发出的液体/固体自抽连续流动离心机获得专利。此后，他又先后获得离心逆流分配色谱原理与生物学应用、断轴保险低速离心机的专利。1993年，他与日本国际蛋白质信息数据库合作创建了中国国际蛋白质信息数据库。1996年5月当选纽约科学院院士，1997年成为国务院特殊津贴专家。1999年1月，在九五国家离心机科技攻关期间，他的科研团队又成功研制DLB-7低速大容量冷冻离心机。:157-164

## 荣誉与奖励
- 1978年：全国科学大会奖
- 1978年：中国科学院重大科技成果奖
- 1981年：吉林省重大科技成果二等奖
- 1996年：纽约科学院院士
- 1997年：国务院特殊津贴专家

## 著作

### 书籍
- 金绿松，林元喜主编：《离心分离》 化学工业出版社 北京 2008年

### 期刊论文
- “一种能避免因断轴造成机器损坏的离心机主轴系统”，《生物化学与生物物理进展》 1984年 03期
- “超速离心转子破坏试验”，《生物化学与生物物理进展》 1984年 06期
- “一种新颖的离心逆流色谱仪”，《生物化学与生物物理进展》 1987年 02期
- “自抽连续液/液离心分离机”，《生物化学与生物物理进展》 1988年 03期
- “自抽连续离心技术的研究 1原理”，《长春光学精密机械学院学报》 1988年 03期
- “自抽连续离心技术的研究II:流量与转速关系的实验研究”，《实验室仪器》 1989年 003期
- “自抽连续离心技术的研究III:流量与转速关系的理论推导”，《实验室仪器》 1989年 003期
- “离心色谱”，《实验室仪器》 1990年 002期